# Botanique/Kruidtuin
Botanique/Kruidtuin – stacja metra w Brukseli, na linii 2 i 6. Zlokalizowana jest pomiędzy stacjami Madou i Rogier. Została otwarta 2 października 1988.